# Grégory Levasseur
Pour les articles homonymes, voir Levasseur.
Grégory Levasseur est un scénariste, producteur, dialoguiste, directeur artistique et réalisateur de seconde équipe français, né en 1979 dans le 14e arrondissement de Paris. Il collabore souvent avec son ami d'enfance Alexandre Aja.

## Biographie
Grégory Levasseur rencontre Alexandre Aja au lycée Montaigne de Paris, avec qui il partage les mêmes passions pour le cinéma américain, les films d'horreur et le magazine Mad Movies.

## Carrière
Inséparables, Grégory Levasseur se consacre souvent à la direction et Alexandre Aja à la réalisation depuis son premier court-métrage Over the Rainbow en 1997, présenté en compétition officielle au Festival de Cannes et nommé du Palme d'or du court métrage, ainsi que du Prix du Meilleur premier court métrage au Festival du Film international de Molodist.
Après leur premier long-métrage Furia en 1999 qui est un échec, ils écrivent Haute Tension qui connaît un franc succès dans les festivals en France et à l'étranger au Festival international du film de Catalogne où ils rapportent le Prix du Meilleur réalisateur et le Grand Prix du film fantastique européen, surtout au Festival du film indépendant de Sundance en 2004 qui permet de leur faire des premiers pas à Hollywood.
Les producteurs américains leur confient les remakes comme La colline a des yeux (The Hills Have Eyes, 2006) que Wes Craven avait réalisé en 1977, Mirrors (2008) et Piranha 3-D (2010). En passant, en 2006, ils donnent un coup de main à leur ami canadien Franck Khalfoun pour travailler sur le scénario de 2e sous-sol (P2, 2007).
Il écrit le scénario Cobra : The Space Pirate avec Alexandre Aja qui, en 2010, a obtenu les droits d'adaptation du manga Cobra, le pirate de l'espace de space opera de Buichi Terasawa (1978), avant que ce dernier ne se lance dans la production et la réalisation en trois dimensions pour un budget d'environ 120 000 000 de dollars, sa sortie est prévue en 2013. Ce projet est abandonné.
Le Figaro annonce, le 30 décembre 2011, que le tournage de Maniac réalisé par Franck Khalfoun vient de se terminer à Los Angeles. Ce remake du film du même nom de William Lustig en 1980, dont Grégory Levasseur est le producteur et le scénariste avec Alexandre Aja, est sollicité par les productions françaises en passant par la production exécutive Barbes Brothers, filiale américaine de La Petite Reine de Thomas Langmann.
Après avoir longtemps secondé à la réalisation avec ses amis Alexandre Aja et Franck Kalfoun, Grégory Levasseur réalise son premier long-métrage intitulé Pyramide, entre horreur et aventure dans le décor des pyramides égyptiennes avec notamment Denis O'Hare.

## Filmographie

### Scénariste
- 1999 : Furia
- 2002 : Entre chiens et loups
- 2003 : Haute Tension
- 2006 : La colline a des yeux (The Hills Have Eyes)
- 2007 : 2e sous-sol
- 2008 : Mirrors
- 2009 : The Esseker File
- 2013 : Maniac

### Réalisateur
- 2002 : Entre chiens et loups
- 2006 : La colline a des yeux (The Hills Have Eyes)
- 2008 : Mirrors
- 2014 : Pyramide

### Producteur
- 1997 : Over the Rainbow
- 2003 : Haute Tension
- 2006 : La colline a des yeux (The Hills Have Eyes)
- 2007 : 2e sous-sol
- 2008 : Mirrors
- 2009 : The Esseker File
- 2013 : Maniac
- 2021 : Oxygène d'Alexandre Aja